# Pacifastacus gambelii
Pacifastacus gambelii är en kräftdjursart som först beskrevs av Girard 1852.  Pacifastacus gambelii ingår i släktet Pacifastacus och familjen kräftor. IUCN kategoriserar arten globalt som livskraftig. Inga underarter finns listade i Catalogue of Life.